# Pastora Soler
Pastora Soler, vlastním jménem Pilar Sánchez Luque (* 28. září 1978 in Coria del Río, provincie Sevilla, Španělsko, Andalúsie) je španělská zpěvačka a také skladatelka, kdy ve svých skladbách obvykle mixuje coplu nebo flamenco s popem a elektronickou hudbou.
V roce 2012 reprezentovala Španělsko na Eurovision Song Contest v ázerbájdžánském Baku s písní "Quédate Conmigo", kdy se umístila 10. místě.

## Kariéra

### Začátky, Nuestras coplas a El mundo que soné
V raném dětství začala vystupovat na několika akcích s písněmi ve stylu copla a flamenco. V roce 1994 podepsala smlouvu s nahrávací společností Polygram k vydání svého prvního studiového alba Nuestras coplas, který sestával z coverů deseti klasických copla písní od umělců León nebo Quiroga. Typický hudební výraz popu přišel v roce 1996 s jejím druhým albem El mundo que soné, který vydala s vydavatelstvím Polygram naposledy.

### 1999—2004: Fuente de luna, Corazón congelado a Deseo
V roce 1999 podepsala smlouvu s vydavatelstvím Emi-Odeón a vydala své třetí album Fuente de Luna. Toto album obsahuje její první velký hit "Dámelo ya", kterého se ve Španělsku prodalo 120 000 kopií, a v Turecku se stal hitem číslo 1.
V roce 2001 bylo publikováno její čtvrté album Corazón congelado, které produkoval španělský DJ a producent Carlos Jean. Stejnojmenný singl byl vybrán jako oficiální téma k Vuelta a España 2011. Album obdrželo pro jeho prodeje platinovou certifikaci. Její páté album Deseo byl také produkováno Carlosem Jeanem. Hudebně se album více blížilo k elektronické hudbě než její předchozí práce. Album také získalo platinovou certifikaci.

### 2005—2006: Kontrakt s Warner Music, Pastora Soler a Sus grandes éxitos
V roce 2005 změnila nahrávací společnost a podepsala smlouvu se španělskou divizí Warner Music. Její první studiové album s Warner Music nazvané Pastora Soler, produkoval Danilo Ballo a bylo nahráno v Madridu a Miláně, ovlivněno zralejší hudbou a tématy. Její první propagační singl "Sólo tú" je dramatická balada. Album obdrželo zlatou certifikaci pro jeho prodeje. Ve stejném roce byla vydána její první kompilace písní Sus Grandes Exitos.

### 2007: Toda mi verdad
Její sedmé studiové album, Toda mi Verdad bylo vydáno v roce 2007. Album bylo nahráváno ve městě Tarifa a produkoval jej Jacobo Calderón. Sestávalo většinou ze skladeb Antonia Martínez-Arese. Album obsadilo nejvýše pozici 13 v oficiálním Spanish album chart a získalo Premio de la Música (španělské hudební ceny) za nejlepší copla album. Turné, které následovalo po vydání alba, se konalo v Egyptě, kde účinkovala na káhirské opeře.

### 2009—2010: Bendita locura a 15 años
V únoru 2009 byl vydán její singl "Bendita Locura". Singl dal název stejnojmennému studiovém albu Bendita Locura. Album se skládala ze třinácti nových skladeb, včetně duetu s Manuelem Carrascem a skladeb Davida Demaría, Martíneze Arese, Esmeraldy Grao, Vanesy Martín, Davida Santiestebana, Joséa Abraham aa Alejandra Sanza. Album dosáhlo pozice 8 v oficiálním Spanish album chart.
V září 2010 vydala CD + DVD 15 años (česky 15 let), které živě nahrála v Teatro Lope de Vega v Seville a oslavila jím 15 let kariéry jako nahrávacího umělec. 15 años obsahuje její největší hity i duety s Malú, Miguele Povedou a Manuelem Carrascem. Singl vybraný na podporu tohoto alba byla akustická verze písně "La mala costumbre" (Zlozvyk), kterou věnovala svému otci, jež byl zahrnut v její předchozí práci. Album vyvrcholilo u čísla 8 v oficiálním Spanish album chart. Album bylo nominováno na ceny Latin Grammy 2011 za nejlepší flamenco album. Ve Španělsku vyhrálo cenu Premio de la Música za nejlepší copla album a bylo nominováno na Nejlepší album roku.

### 2011—2012: Una mujer como yo а Eurovision Song Contest
Její deváté studiové album Una mujer como yo (Žena jako já) bylo vydáno v říjnu 2011, včetně dvanácti nových skladeb. Album debutovalo na čísle # 3 ve Spanish album chart.
Dne 21. prosince 2011 byla interně vybrána televizí RTVE, aby reprezentovala Španělsko na Eurovision Song Contest 2012 v ázerbájdžánském Baku. Píseň "Quédate Conmigo" napsali Thomas G:son, Tony Sánchez-Ohlsson a Erik Bernholm, byla vybrána do zvláštního live show dne 3. března. Dne 26. května 2012 se ve finále Eurovision Song Contest umístila na 10 místě s 97 body. Píseň "Quédate Conmigo" se ke konci roku umístila na pozici 35 ve Spanish singles chart.

### 2013: Conóceme
V roce 2013 byla porotcem ve druhé sezóně španělské talentové show El Número Uno spolu s Davidemem Bustamanteem, Mónicou Naranjo a Pitingem. Show byla vysílána na stanici Antena 3 od 31. května do 5. července 2013. Dne 10. září 2013 vydala své desáté studiové album Conóceme (Já). Album předcházelo pilotnímu singlu "Te despertaré", které vydala dne 22. července 2013 a ve Spanish Singles Chart byla nejvýše 17. Album debutovalo na čísle 2 ve Spanish Album Chart, kdy se stalo nejúspěšnějším debutem s vydavatelstvím Warner Music.

## Diskografie

### Studiová alba
- 1994 Nuestras coplas
- 1996 El mundo que soñé
- 1999 Fuente de luna (#1 Španělsko, x1 platinové)
- 2001 Corazón congelado (x1 Platinové)
- 2002 Deseo (x1 Platinové)
- 2005 Pastora Soler (#18 Španělsko)
- 2007 Toda mi verdad (#13 Španělsko)
- 2009 Bendita locura (#8 Španělsko)
- 2011 Una mujer como yo (#3 Španělsko)
- 2013 Conóceme (#2 Španělsko)

### Koncertní alba
- 2010 15 años (#9 Španělsko)

### Kompilační alba
- 2005 Sus grandes éxitos (Nejvyětší hity)

### Extended play
- 2012 Especial Eurovisión